# Autoicomyces falcifer
Autoicomyces falcifer (Thaxt.) Thaxt. – gatunek grzybów z rzędu owadorostowców (Laboulbeniales). Grzyby mikroskopijne, pasożyty owadów (grzyby entomopatogeniczne).

## Systematyka
Pozycja w klasyfikacji według Index Fungorum: Autoicomyces, Ceratomycetaceae, Laboulbeniales, Laboulbeniomycetidae, Laboulbeniomycetes, Pezizomycotina, Ascomycota, Fungi.
Gatunek ten opisał w 1905 r. Roland Thaxter nadając mu nazwę Ceratomyces falcifer. W 1908 r. ten sam autor przeniósł go do rodzaju Autoicomyces. Synonimy:

## Charakterystyka
Jest pasożytem zewnętrznym. W Polsce Tomasz Majewski w 1994 r. opisał jego występowanie na chrząszczu Cryptophagus agietis z rodziny kałużnicowatych (Hydrophilidae).